# Kaluš (rap skupina)
Kaluš je ukrajinska rap skupina, ki je bila ustanovljena leta 2019. Skupino je ustanovil raper Oleg Psijuk, multiinstrumentalist Igor Didenčuk ter DJ MC Kilimmen. Član je tudi Igor Didenčuk, ki je tudi član elektro-folk skupine Go_A.
Leta 2021 je Kaluš napovedal začetek vzporednega projekta Kaluš Orkestra z dodatnimi člani Timofijem Muzičukom, Vitalijem Dužikom in Džonnijem Dovnijem. Za razliko od glavne zasedbe se Kaluš Orkestra osredotočala na hip hop z ljudskimi motivi in elementi ukrajinske tradicionalne glasbe. Skupina je s pesmijo »Stefanija« zmagala na tekmovanju za Pesem Evrovizije 2022.

## Zgodovina
Skupina je bil ustanovljena leta 2019 in je poimenovana po mestu Kaluš, ki je rojstni kraj ustanovitelja skupine Olega Psijuka. Mesto Kaluš se nahaja na zahodu Ukrajine. Njihov prvi videospot je bil posnet za pesem »Ne marynui« (Не маринуй). Videospot je bil objavljen na njihovem uradnem YouTube kanalu dne 17. oktobra 2019. Režiser videospota je Delta Arthur, ki je tudi režiser številnih videospotov ukrajinske reparke Alyone Alyone.

### Vidbir
12. februarja 2022 se je Kaluš Orkestra potegovala za predstavnika Ukrajine na tekmovanju za pesem Evrovizije 2022 s pesmijo »Stefania«. V finalu nacionalnega izbora Vidbir so s 14 točkami (šest od žirije in osem od občinstva) zasedli drugo mesto. Nato je Psijuk menil, da je bila zaradi tehničnih težav, ki so se pojavile med postopkom glasovanja, Alina Paš izbrana nepravilno za zmagovalko. Alino Paš so kasneje zamenjali zaradi polemik glede njene zgodovine potovanj na Krim. Kljub temu, da so prišli na drugo mesto, so skupini ponudili možnost, da po umiku Pašove zastopajo Ukrajino. 22. februarja je Kaluš Orkestra sprejel ponudbo. Istega dne je ukrajinska javna radiotelevizija Suspilne objavila uradne rezultate glasovanja Vidbir 2022 in potrdila, da je bila Paš v nasprotju s trditvami Psijuka pravilno izbrana za zmagovalca.

## Diskografija

### Studijski albumi
- »Hotin« (2021)
- »Jo-jo« (Йо-йо leta 2021)

### Pesmi
- »Ne marinuj« (2019)
- »Gori« (z Alyono Alyono leta 2019)
- »Voda« (z Alyono Alyono leta 2020)
- »Stefanija« (2022)